# أوسكار سانتيس
أوسكار سانتيس (بالإسبانية: Óscar Santis)‏ هو لاعب كرة قدم غواتيمالي، ولد في 25 مارس 1999 في ليفينغستون ‏ في غواتيمالا.

## وصلات خارجية
- أوسكار سانتيس على موقع قاعدة بيانات كرة القدم.إي يو (الإنجليزية)
- أوسكار سانتيس على موقع ناشيونال فوتبول تيمز (الإنجليزية)
- أوسكار سانتيس على موقع Soccerway.com (الإنجليزية)